# Running Up That Hill
"Running Up That Hill" là một bài hát của ca sĩ kiêm sáng tác nhạc người Anh Kate Bush. Bush viết lời, sản xuất và phát hành ca khúc tại Vương quốc Anh thông qua EMI Records vào ngày 5 tháng 8 năm 1985. Đây là đĩa đơn mở đường cho album Hounds of Love (1985) của cô. Mặt B phiên bản 7 inch của đĩa đơn này là bài hát "Under the Ivy". Phiên bản 12 inch của đĩa đơn này bao gồm một bản remix có độ dài lớn hơn và bản instrumental của "Running Up That Hill", cùng với đó là "Under the Ivy". Một phiên bản đĩa 7 inch có bìa gập giới hạn cũng đã được phát hành. Tựa đề của bài hát này khi ra mắt cùng album Hounds of Love và tất cả các lần phát hành sau đó đều là "Running Up That Hill (A Deal with God)".
Khi phát hành lần đầu vào năm 1985, "Running Up That Hill" đạt vị trí thứ ba trên bảng xếp hạng UK Singles Chart và thứ 30 trên Billboard Hot 100, là bản hit đầu tiên của Bush lọt vào top 40 tại Mỹ. Bush lần đầu tiên biểu diễn trực tiếp bài hát này vào năm 1987 tại sự kiện The Secret Policeman's Third Ball cùng tay guitar David Gilmour của ban nhạc Pink Floyd.
Ca khúc được lựa chọn làm bài hát chủ đề cho loạt phim truyền hình dành cho trẻ em Running Scared (1986) của đài BBC 1. Năm 2012, một bản remix của ca khúc với phần giọng hát được thu âm lại đã được phát tại lễ bế mạc Thế vận hội mùa hè và lọt vào top 10 UK Singles Chart với vị trí thứ sáu. Năm 2022, "Running Up That Hill" thu hút sự chú ý rộng rãi trở lại khi được sử dụng xuyên suốt mùa 4 của loạt phim Netflix Cậu bé mất tích. Sự xuất hiện trong loạt phim đã giúp ca khúc "hồi sinh" trên các bảng xếp hạng toàn thế giới, lọt vào top 5 Billboard Hot 100 và đứng đầu bảng xếp hạng ở 8 quốc gia, bao gồm Vương quốc Anh, trong 3 tuần liên tiếp.

## Lịch sử hình thành và tựa đề
"Running Up That Hill", bài hát đầu tiên Bush sáng tác cho album Hounds of Love, vốn có tựa đề là "A Deal with God". Vào mùa hè năm 1983 ở phòng thu âm tại nhà khi đó mới được nâng cấp của Bush, cô đã cho ra đời bài hát dưới dạng một bản thu âm thô trên chiếc băng 8 rãnh bằng cách sử dụng LinnDrum, Fairlight CMI và piano. Giống như các bài hát khác trong album, ca khúc này được tiếp tục thực hiện trên chiếc băng ghi âm 8 rãnh ban đầu rồi sau đó chuyển sang hai chiếc băng master 24 rãnh để overdub. Phần hook thực hiện trên chiếc Fairlight được đặc biệt chú trọng, còn nhiều ý tưởng và thành phần tạo nên bài hát là những yếu tố đã có sẵn, trong đó có phần trống LinnDrum do Del Palmer lập trình, âm thanh "tiếng gió thổi trên xe lửa" và phần hát guide của Bush.
Các đại diện của EMI Records bày tỏ sự lo ngại về khả năng đón nhận phản hồi tiêu cực từ các quốc gia sùng đạo nếu cho ra mắt bài hát dưới tựa đề "A Deal with God". Bush nhượng bộ và đồng ý thay đổi tiêu đề bài hát. Tuy nhiên, tên bài hát trong album vẫn được ghi là "Running Up That Hill (A Deal with God)". Ban đầu, các giám đốc điều hành của EMI muốn phát hành "Cloudbusting" làm đĩa đơn mở đường cho Hounds of Love, nhưng Bush thuyết phục họ lựa chọn "Running Up That Hill" với lý do đây là bài hát đầu tiên được viết cho album và cô cảm thấy nó tái hiện một cách phổ quát hơn toàn album về mặt cảm xúc.

Bản thân bài hát thường bị hiểu sai. Chính Bush từng phát biểu:
Ý tôi là đàn ông và phụ nữ không bao giờ có thể thực sự thấu hiểu nhau, bởi lẽ đàn ông là đàn ông còn phụ nữ là phụ nữ. Nếu chúng ta thực sự có thể hoán đổi vị trí cho nhau, nếu chúng ta thực sự có thể ở trong thể xác của nhau một lúc, hẳn sẽ có rất nhiều điều bất ngờ! [Cười] Và tôi nghĩ làm như vậy sẽ giúp chúng ta thấu hiểu nhau tốt hơn. Tôi đã nghĩ rằng cách duy nhất để thực hiện điều đó chính là giao kèo với quỷ dữ. Và rồi tôi lại nghĩ, 'chà, giao ước với Chúa thì sao nhỉ!' Bạn biết đấy, theo một cách nào đó thì việc giao ước với Chúa nghe uy quyền hơn nhiều. Với tôi, ca khúc chỉ có một cái tên duy nhất là "Deal With God" [Giao kèo với Chúa]. Nhưng người ta bảo rằng nếu cứ giữ cái tên này thì bài hát sẽ không được phát ở bất kỳ quốc gia sùng đạo nào, Ý sẽ cấm cửa nó, Pháp sẽ cấm cửa nó và Úc cũng thế! Ireland cũng sẽ không cho phát bài hát này, thế nên nếu chúng tôi cứ cố chấp thì ca khúc có thể sẽ bị cấm chỉ vì có từ Chúa trong tên.

## Video âm nhạc
Trong MV của "Running Up That Hill", Bush biểu diễn một điệu múa diễn xuất cùng với vũ công Michael Hervieu. David Garfath đảm nhiệm vai trò đạo diễn MV còn các điệu nhảy do Diane Gray biên đạo. Bush và Hervieu mặc quần hakama màu xám của Nhật Bản. Bush muốn vũ đạo trong MV trông giống một điệu nhảy cổ điển và nhấn mạnh vào sự giản đơn trong điệu nhảy này cũng như cách nó được ghi lại. Vũ đạo trong MV được dựa trên múa đương đại, bao gồm một động tác giả bắn cung được lặp đi lặp lại (động tác này đã được Bush tái hiện trên bìa đĩa đơn với cung tên thật), xen kẽ với các phân cảnh siêu thực nơi Bush và Hervieu đang mải miết kiếm tìm giữa đám đông những người đeo mặt nạ. Ở đoạn cao trào của bài hát, Bush và bạn nhảy bị tách khỏi nhau về hai phía của một hành lang dài bởi một đoàn người đeo mặt nạ có hình khuôn mặt của Bush và Hervieu. Kênh MTV đã quyết định không chiếu video này (tại thời điểm bài hát mới ra mắt) mà thay vào đó sử dụng video ghi lại cảnh Bush trình diễn trực tiếp bài hát để quảng cáo cho đĩa đơn này trên chương trình truyền hình Wogan của đài BBC. Anh trai của cô, Paddy Bush, nhận định "MTV không thực sự có hứng thú với việc cho lên sóng các video âm nhạc không có chuyển động môi."

## Bản remix 2012
Ngày 12 tháng 8 năm 2012, Bush phát hành một phiên bản mới của "Running Up That Hill (A Deal with God)" thông qua hãng thu âm Fish People của chính mình. Với tiêu đề mang phụ chú "2012 Remix", ca khúc sử dụng phần nhạc đệm của phiên bản có độ dài lớn hơn đã phát hành năm 1985, còn phần giọng hát được thu âm lại. Cao độ của bài hát được hạ một nửa cung để phù hợp với âm vực nay đã thấp hơn của Bush. Phiên bản mới này xuất hiện lần đầu tại lễ bế mạc Thế vận hội Mùa hè 2012. Ca khúc không do Bush trực tiếp biểu diễn mà được phát trong một phần của lễ bế mạc, sau khi các vận động viên tiến vào và trước màn trao huy chương cho hạng mục Marathon nam. Ca khúc là nhạc nền cho một màn trình diễn vũ đạo nơi các vũ công dựng nên một kim tự tháp từ các khối màu trắng lớn đại diện cho những sự kiện của Olympic. Màn trình diễn này không được đài NBC của Hoa Kỳ trình chiếu do hạn chế về thời gian và các vấn đề về phát sóng chậm.
Ca khúc nằm trong album ca nhạc chính thức của lễ bế mạc Thế vận hội Mùa hè 2012 mang tên A Symphony of British Music: Music for the Closing Ceremony of the London 2012 Olympic Games. Ngày 19 tháng 8, bản remix này đã lọt vào bảng xếp hạng ở Anh với vị trí thứ 6, đánh dấu sự trở lại top 10 của Bush sau gần bảy năm kể từ "King of the Mountain" (2005).

## Tầm ảnh hưởng và di sản
Bài hát xếp thứ 3 trong danh sách "Bài hát của năm" 1985 do tờ NME bình chọn. Ca khúc đã xuất hiện trong tập phim thí điểm của loạt phim truyền hình dài tập Pose (2018). Năm 2022, bài hát đứng thứ 25 trong danh sách "Lịch sử tờ NME qua 70 (hầu hết đều là) ca khúc có sức ảnh hưởng lâu đời".
Đĩa đơn đã bán được 771.568 bản tại Vương quốc Anh kể từ năm 1994, bao gồm 165.762 bản được tiêu thụ chỉ trong năm 2022.

## Xuất hiện trongCậu bé mất tích
Tháng 5 năm 2022, "Running Up That Hill" thu hút chú ý trở lại sau khi xuất hiện trong mùa thứ tư của loạt phim Netflix Cậu bé mất tích với tư cách là bản nhạc quan trọng mà nhân vật trong phim nghe trong một phân đoạn kịch tính. Bush hiếm khi cho phép sử dụng âm nhạc của mình trong phim ảnh nhưng đã nhận lời các nhà sản xuất Cậu bé mất tích vì bản thân rất yêu thích loạt phim. Sau khi mùa 4 công chiếu, Spotify tiết lộ lượt stream bài hát tại Hoa Kỳ đã tăng 9.900%.
Trên bảng xếp hạng UK Singles Chart ngày 3 tháng 6 năm 2022, đĩa đơn này đã quay trở lại top 10 với vị trí thứ tám và vươn lên vị trí thứ hai vào tuần sau đó. Chuyên gia phân tích bảng xếp hạng James Masterton của Chart Watch cho rằng "Running Up That Hill" hoàn toàn có thể đạt vị trí số một, nhưng vì đây là một bài hát cũ nên phải tuân theo luật về tỉ lệ gia tăng lượt stream (tiếng Anh: accelerated chart ratio, viết tắt: ACR) của Official Charts Company, có nghĩa là chỉ một nửa trong số 700.000 lượt stream của bài hát được tính vào bảng xếp hạng và do đó nó ít hơn 400.000 lượt stream mỗi ngày cho ca khúc số một của tuần đó, "As It Was" của Harry Styles. Hãng thu âm EMI của Bush đã đưa ra yêu cầu không áp dụng luật ACR với "Running Up That Hill" do bài hát vẫn không ngừng nổi tiếng và tiêu thụ tốt trên các nền tảng trực tuyến. Yêu cầu này đã được Ủy ban Giám sát Bảng xếp hạng chấp thuận sau cuối tuần ngày 11 tháng 6 năm 2022. "Running Up That Hill" đạt vị trí thứ nhất trên bảng xếp hạng UK Singles Chart vào ngày 17 tháng 6 năm 2022 và là đĩa đơn quán quân đầu tiên của Bush kể từ "Wuthering Heights" năm 1978. Ngày 1 tháng 7 năm 2022 đánh dấu ba tuần liên tiếp bài hát đứng hạng một tại Ireland và Vương quốc Anh. Bài hát cũng xếp đầu tại nhiều quốc gia như Úc, Bỉ, Ireland, Lithuania, Luxembourg, New Zealand, Thụy Điển,...
Tại Hoa Kỳ, "Running Up That Hill" đã trở lại Billboard Hot 100 vào ngày 11 tháng 6 năm 2022 với vị trí thứ tám, một sự cải thiện đáng kể so với hạng 30 năm 1985 và là đĩa đơn có thứ hạng cao nhất của Bush trên Hot 100 cho đến nay. Bài hát vươn lên vị trí thứ 4 vào tuần kế tiếp, trở thành đĩa đơn đầu tiên của Bush lọt vào top 5 tại Mỹ. Bài hát cũng đã lọt vào các bảng xếp hạng nhạc rock của Billboard, đạt vị trí số một trên cả hai bảng xếp hạng Hot Alternative Songs và Hot Rock & Alternative Songs, ra mắt với vị trí thứ 26 trên bảng xếp hạng Alternative Airplay, đánh dấu lần đầu tiên Bush lọt vào bảng xếp hạng này sau "Rubberband Girl" vào tháng 1 năm 1994.
Một bản remix giao hưởng của bài hát và ca khúc chủ đề phim đã được sử dụng trong đoạn giới thiệu cho phần hai của mùa 4, cũng như trong tập cuối "The Piggyback".

## Danh sách bài hát và định dạng
Tất cả các ca khúc được viết bởi Kate Bush.
| UK 7-inch single | UK 7-inch single       | UK 7-inch single |
| STT              | Nhan đề                | Thời lượng       |
| ---------------- | ---------------------- | ---------------- |
| 1.               | "Running Up That Hill" | 4:58             |
| 2.               | "Under the Ivy"        | 2:07             |

| UK 12-inch maxi single | UK 12-inch maxi single                    | UK 12-inch maxi single |
| STT                    | Nhan đề                                   | Thời lượng             |
| ---------------------- | ----------------------------------------- | ---------------------- |
| 1.                     | "Running Up That Hill" (Extended Version) | 5:43                   |
| 2.                     | "Under the Ivy"                           | 2:07                   |
| 3.                     | "Running Up That Hill" (Instrumental)     | 4:54                   |

## Xếp hạng
| Bảng xếp hạng (1985)                   | Thứ hạng cao nhất |
| -------------------------------------- | ----------------- |
| Australia (Kent Music Report)          | 6                 |
| Áo (Ö3 Austria Top 40)                 | 21                |
| Bỉ (Ultratop 50 Flanders)              | 6                 |
| Canada Top Singles (RPM)               | 16                |
| Europe (European Hot 100 Singles)      | 8                 |
| Pháp (SNEP)                            | 24                |
| Đức (GfK)                              | 3                 |
| Ireland (IRMA)                         | 4                 |
| Italy (Musica e dischi)                | 22                |
| Hà Lan (Dutch Top 40)                  | 6                 |
| Hà Lan (Single Top 100)                | 6                 |
| New Zealand (Recorded Music NZ)        | 26                |
| Thụy Sĩ (Schweizer Hitparade)          | 10                |
| Anh Quốc (OCC)                         | 3                 |
| Hoa Kỳ Billboard Hot 100               | 30                |
| US Cash Box Top 100                    | 28                |
| Hoa Kỳ Dance Club Songs (Billboard)    | 13                |
| US Hot Dance Singles Sales (Billboard) | 21                |
| Hoa Kỳ Mainstream Rock (Billboard)     | 34                |

| Bảng xếp hạng (2012) | Thứ hạng cao nhất |
| -------------------- | ----------------- |
| Ireland (IRMA)       | 22                |
| UK Singles Chart     | 6                 |

| Bảng xếp hạng (2014) | Thứ hạng cao nhất |
| -------------------- | ----------------- |
| UK Singles Chart     | 51                |

| Bảng xếp hạng (2022)                   | Thứ hạng cao nhất |
| -------------------------------------- | ----------------- |
| Argentina (Argentina Hot 100)          | 49                |
| Úc (ARIA)                              | 1                 |
| Austria (Ö3 Austria Top 40)            | 3                 |
| Belgium (Billboard)                    | 1                 |
| Bỉ (Ultratop 50 Flanders)              | 33                |
| Bỉ (Ultratop 50 Wallonia)              | 23                |
| Brazil (Billboard)                     | 21                |
| Canada (Canadian Hot 100)              | 2                 |
| Canada AC (Billboard)                  | 49                |
| Canada CHR/Top 40 (Billboard)          | 41                |
| Canada Hot AC (Billboard)              | 43                |
| Croatia (Billboard)                    | 4                 |
| Cộng hòa Séc (Singles Digitál Top 100) | 2                 |
| Denmark (Tracklisten)                  | 6                 |
| Finland (Suomen virallinen lista)      | 6                 |
| France (SNEP)                          | 3                 |
| Đức (GfK)                              | 4                 |
| Global 200 (Billboard)                 | 1                 |
| Greece (IFPI)                          | 2                 |
| Hungary (Single Top 40)                | 3                 |
| Hungary (Stream Top 40)                | 6                 |
| Iceland (Plötutíðindi)                 | 2                 |
| India (IMI)                            | 10                |
| Ireland (IRMA)                         | 1                 |
| Italy (FIMI)                           | 18                |
| Japan Hot Overseas (Billboard Japan)   | 18                |
| Latvia (EHR)                           | 18                |
| Latvia (Latvijas Top 40)               | 5                 |
| Lithuania (AGATA)                      | 1                 |
| Luxembourg (Billboard)                 | 1                 |
| Malaysia (RIM)                         | 8                 |
| Mexico (Billboard)                     | 20                |
| Hà Lan (Dutch Top 40)                  | 16                |
| Hà Lan (Single Top 100)                | 3                 |
| New Zealand (Recorded Music NZ)        | 1                 |
| Norway (VG-lista)                      | 4                 |
| Philippines (Billboard)                | 11                |
| Poland (Billboard)                     | 8                 |
| Bồ Đào Nha (AFP)                       | 4                 |
| Romania (Billboard)                    | 20                |
| Singapore (RIAS)                       | 5                 |
| Slovakia (Singles Digitál Top 100)     | 2                 |
| South Africa (RISA)                    | 6                 |
| Spain (PROMUSICAE)                     | 48                |
| Sweden (Sverigetopplistan)             | 1                 |
| Thụy Sĩ (Schweizer Hitparade)          | 1                 |
| Anh Quốc (OCC)                         | 1                 |
| US Billboard Hot 100                   | 4                 |
| US Adult Contemporary (Billboard)      | 14                |
| US Adult Top 40 (Billboard)            | 14                |
| Hoa Kỳ Hot Rock Songs (Billboard)      | 1                 |
| US Mainstream Top 40 (Billboard)       | 17                |
| Vietnam (Vietnam Hot 100)              | 40                |

| Bảng xếp hạng (1985)          | Thứ hạng |
| ----------------------------- | -------- |
| Australia (Kent Music Report) | 72       |
| Belgium (Ultratop)            | 50       |
| Germany (Media Control)       | 30       |
| Netherlands (Dutch Top 40)    | 45       |
| Netherlands (Single Top 100)  | 40       |
| UK Singles (OCC)              | 56       |

## Chứng nhận
| Quốc gia                                                                                              | Chứng nhận | Số đơn vị/doanh số chứng nhận |
| --- | ---------- | ----------------------------- |
| Ý (FIMI)                                                                                              | Gold       | 50.000‡                       |
| New Zealand (RMNZ)                                                                                    | Platinum   | 30.000‡                       |
| Anh Quốc (BPI) Lượng tiêu thụ đĩa đơn vật lý năm 1985                                                 | Silver     | 250.000^                      |
| Anh Quốc (BPI) Lượng tiêu thụ trực tuyến kể từ năm 2004                                               | Platinum   | 600.000‡                      |
| ^ Chứng nhận dựa theo doanh số nhập hàng. ‡ Chứng nhận dựa theo doanh số tiêu thụ và phát trực tuyến. |            |                               |

## Các bản cover và remix

### Bản remix của Elastic Band
Phiên bản của nhóm nhạc trance và nhạc house Elastic Band đạt được một số thành công nhất định ở Canada vào năm 1994.

### Bản cover của Within Temptation
Ban nhạc symphonic metal Hà Lan Within Temptation cover "Running Up That Hill" vào năm 2003. Bài hát ra mắt ở vị trí thứ 9 trên các bảng xếp hạng tại Hà Lan vào ngày 17 tháng 5 năm 2003. Nó leo lên vị trí thứ 7 trong tuần kế tiếp. Phiên bản này cũng đã lọt vào các bảng xếp hạng ở Áo, Bỉ, Đức và Thụy Sĩ.

### Bản cover của Placebo
Năm 2003, ban nhạc alternative rock người Anh Placebo cover "Running Up That Hill" như là ca khúc đầu tiên trong album Covers của họ. Sau khi xuất hiện trong tập đầu của mùa 4 chương trình The O.C., bài hát đã nhận được nhiều sự chú ý ở cả Mỹ và Anh, đạt vị trí thứ 44 trên UK Singles Chart.

### Bản cover của Chromatics
Năm 2007, ban nhạc điện tử người Mỹ Chromatics đã phát hành bản cover "Running Up That Hill" trong album Night Drive của họ.

### Bản cover của Meg Myers
Nghệ sĩ nhạc alternative người Mỹ Meg Myers đã phát hành bản cover của bài hát vào ngày 6 tháng 3 năm 2019. Bản cover của cô đạt vị trí quán quân trên cả hai bảng xếp hạng Billboard Rock Airplay và Alternative Songs vào tháng 1 năm 2020. Myers đã trình diễn bản cover của mình trên chương trình Jimmy Kimmel Live! vào ngày 20 tháng 1 năm 2020.

### Bản cover của Pub Choir
Năm 2022, Astrid Jorgensen đã cải biên "Running Up That Hill" cho nhóm nhạc Pub Choir. Bush khen ngợi bản cover này là "cực kì tuyệt vời".

### Bản cover của Kim Petras
Bản cover "Running Up That Hill" của ca sĩ người Đức Kim Petras đã xuất hiện trong playlist "Proud" của Amazon Music, vốn dành cho Tháng Tự hào - tháng 6 năm 2022.